# Record Plant Studios
Record Plant Studios jsou tři nahrávací studia, které založili Gary Kellgren a Chris Stone. První vzniklo v roce 1968 v New York City, druhé v Los Angeles a třetí v roce 1972 v Sausalitu. Kellgren v roce 1977 zemřel a newyorské studio bylo uzavřeno v roce 1987 a Sausalito v roce 2008.